# Tipología de las oraciones con ''se'' en español
En español el pronombre personal se tiene varias funciones. 

## Funciones relacionadas con la correferencia

### Sereflexivo
Se dice que una oración es reflexiva  cuando el sujeto/agente es correferencial con el objeto/paciente y si se añade "a sí mismo" y tiene sentido.
a. María Fernanda se lavó la cara.
b. Juan Carlos se peina.
En este caso el se funciona en la oración a como complemento indirecto y en la oración b el pronombre se actúa como 
complemento directo.

### Serecíproco
Hay una oración recíproca cuando dos o más personas ejercen una acción una sobre la otra o las otras y, al mismo tiempo, la recibe de estas.
a. Los amigos se dieron la mano.
b. María Fernanda y Juan Carlos se besaron.
Incluso puede haber casos ambiguos que solo el contexto puede aclarar.
a. María Fernanda y Juan Carlos se bañaron.
b. Juan Carlos y María Fernanda se separaron.

## Funciones asociadas con la diátesis

### Sepasivo o pasivo reflejo
La pasividad se presenta cuando el paciente de una oración, que ocupa el papel de complemento directo (CD), es promovido a la posición de sujeto, la cual era ocupada por un agente que se degrada a complemento preposicional o se elimina.
a. María Fernanda firmó ese contrato.
b. Ese contrato fue firmado (por María Fernanda).
Las oraciones pasivas son producto de un reajuste gramatical y no cambian el significado original del enunciado. En una oración como El bombardero fue derribado, hay un agente implícito, pues necesariamente alguien debió derribar al bombardero, aunque no se mencione.
Con respecto a las oraciones pasivas con se, se puede afirmar que son de este tipo aquellas construcciones en las que la frase nominal adyacente al verbo cumple la función de sujeto, o sea, concuerda con el verbo. El problema es que esto solo se puede notar en el plural.
a. Se venden huevos.
b. Se hacen costuras.
c. Ayer se firmaron los tratados de paz.
d. El año pasado se construyeron veinte mil casas para los pobres.

### Seimpersonal
La impersonalidad se da cuando el sujeto de una oración se elimina, generalmente porque es desconocido o irrelevante. Las oraciones impersonales, cuando se derivan de construcciones transitivas, se parecen a las pasivas en la degradación del sujeto, pero se diferencian en que el complemento directo (CD) no es promovido a esta posición en las primeras.
a. María Fernanda maltrató a Juan Carlos.
b. Maltrataron a Juan Carlos.
Las oraciones impersonales con se se dan cuando no hay una frase nominal adyacente al verbo:
a. En ese lugar se pelea mucho.
b. Se dejó de trabajar en el almacén.
c. En aquellos años se comía muy mal.
d. Se espera al delegado.
e. Se homenajeó al Director""

## Otros tipos

### Seincoativo
La partícula se se agrega a ciertos verbos para indicar que la acción se comienza a realizar.
a. María Fernanda va para Punta Arenas.
b. María Fernanda se va para Punta Arenas.
c. Venga a mi casa.
d. Véngase a mi casa.
e. Juan Carlos durmió tres horas.
f. Juan Carlos se durmió a la 1 p.m.

### Se enfático o dativo de interés
El pronombre se puede omitirse ya que denota la participación del sujeto. Por tanto, es prescindible de la oración.
a. Se comió todo el asado.
b. Se bebió tres litros de agua.
El pronombre se actúa en las oraciones a y b como complemento indirecto (CI).

### Losverbos pronominales
Hay verbos que solo se utilizan acompañados del pronombre, como jactarse, quejarse, arrepentirse, atreverse, suicidarse, etc. En estos verbos no está claro el papel del se, el cual oscila su significado entre la reflexividad y la voz media.
a. Juan Carlos se suicidó. (reflexivo)
b. La piedra se ha movido. (medio)
El se reflexivo medial o de voz media se utiliza cuando algo le ocurre al sujeto, en la oración la piedra es el sujeto y se ve afectado.
También el pronombre se puede hacer de intransitivador cuando tiene un verbo transitivo y cuando se le añade el pronombre se vuelve intransitivo.
Por ejemplo: Olvidó llamar  →  Se olvidó de llamar

### Secomo dativo en combinación con pronombres acusativos
Cuando una oración contiene pronombres átonos en función tanto de objeto directo como de objeto indirecto, en vez de usar los pronombres dativos habituales le/les junto a lo/la/los/las, se usan las combinaciones indivisibles se lo / se la / se los / se las. En este caso el se tiene un origen distinto a los de las demás tipologías, ya que procede de las formas medievales gelo / gela / gelos / gelas. 
Ejemplos: Ya se lo he dicho. Las manzanas, se las he regalado a ellos.